# Колодобудівна гра

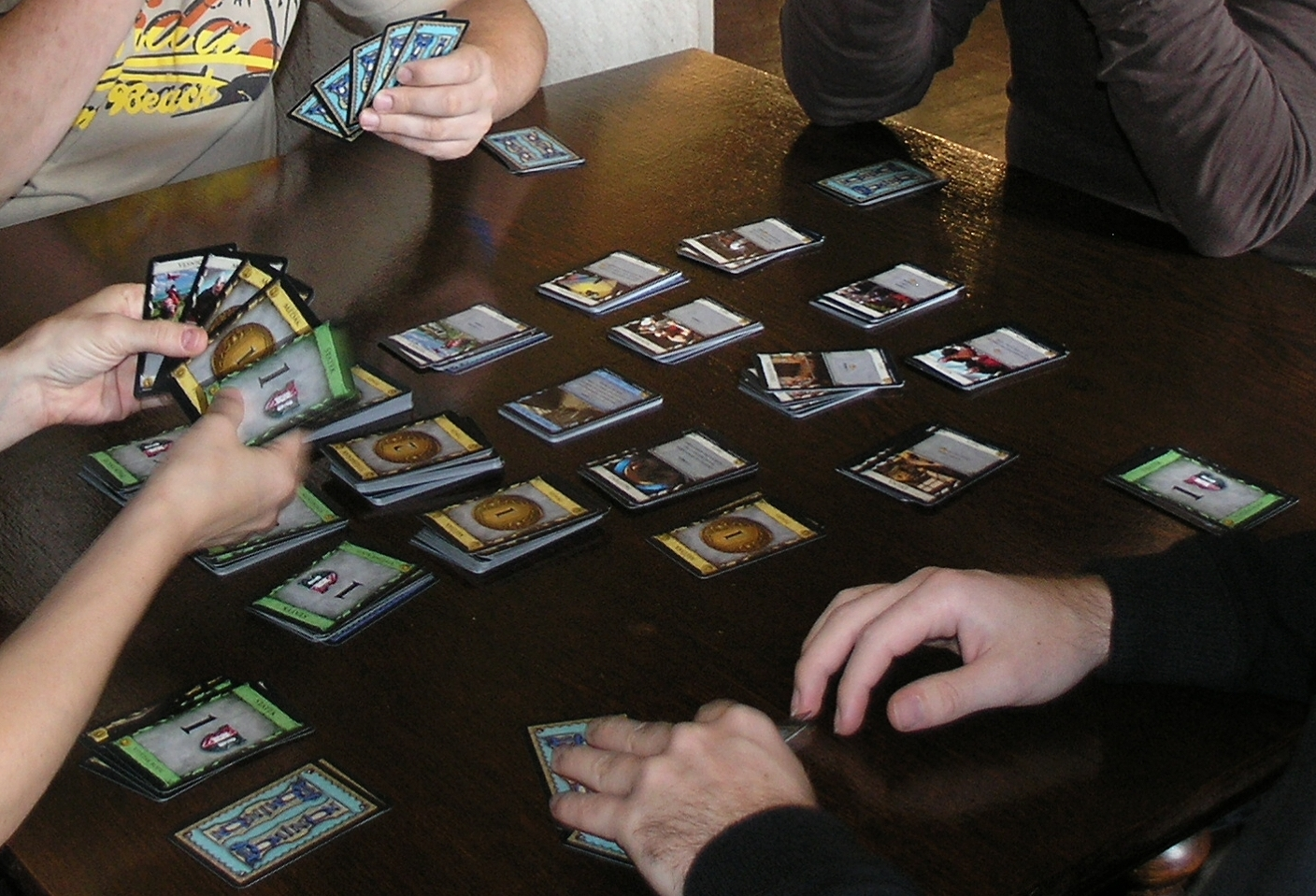
Гра Dominion; під час гри гравці купують карти з центральних стопок на столі, щоб додати до своєї колоди

Колодобудівна гра — карткова або настільна гра, де основним елементом ігрового процесу є створення колоди карт. Колодобудівні ігри схожі на колекційні карткові ігри (ККІ), оскільки кожен гравець має власну колоду. Однак, на відміну від ККІ, карти не продаються у випадкових наборах, і більшість колоди створюється під час гри, а не до неї.

## Механіка
У більшості колодобудівних ігор кожен гравець починає з невеликої колоди карт низької вартості. Кожен хід гравці тягнуть кілька карт зі своєї колоди та грають їх, що може мати різні ігрові ефекти, а також купують більше карт на ринку, тим самим будуючи свою колоду. Ефекти, які дають карти, можуть включати надання валюти в грі, що дозволяє гравцям купувати карти; інші ефекти можуть включати збільшення кількості дій гравця на його хід, видалення непотрібних карт з колоди або атаку на інших гравців. У міру придбання карт із ціннішими здібностями колоди гравців поступово стають сильнішими. Коли у гравця закінчуються карти для тягнення, він тасує свій скинутий стоп, який зазвичай включає нові карти, щоб створити нову колоду для тягнення. Крім цього, ігри можуть відрізнятися: деякі є конкурентними, а інші — кооперативними.
Оскільки гравці не будують свої колоди до гри, вони не можуть заздалегідь організувати її, і мають це робити під час гри. Таким чином, стратегія залежить від карт, доступних на ринку, які можуть змінюватися від гри до гри. У деяких іграх (таких як Legendary: A Marvel Deck Building Game), перед початком гри гравці можуть обирати, які карти увійдуть до колоди ринку.
Колодобудування є основною механікою в таких іграх, як Dominion або Star Realms. В інших іграх, таких як Mage Knight Board Game або Arkham Horror: The Card Game, воно поєднується з іншими механіками.
Якщо в грі використовуються подібні механіки, але без карт, її часто називають pool-building (гра на створення пулу) грою.

## Історія
Хоча StarCraft: The Board Game (випущена у 2007 році) була першою колодобудівною грою, Dominion стала першою популярною грою цього жанру, яка задала стандарти для подальших ігор. Її популярність сприяла створенню багатьох інших, таких як Thunderstone, Ascension: Chronicle of the Godslayer, Legendary (заснована на коміксах Marvel) від Upper Deck та Clank! від Renegade. У багатьох випадках колодобудівні ігри мають також комп'ютерні версії, що зазвичай повторюють настільну версію. Наприклад, у Dominion та Star Realms можна грати онлайн.

## Список колодобудівних ігор
- Aeon's End (Action Phase Games, Indie Boards & Cards, 2017)[10]
- Arctic Scavengers (Rio Grande Games, 2009)
- Arcmage: Rebirth (Arcmage Creative Commons Games, 2018)[11]
- Arcmage: Enchanted Realm (Arcmage Creative Commons Games, 2019)[11]
- Ascension: Chronicle of the Godslayer (Stone Blade Entertainment, 2010)
- Attack on Titan (Cryptozoic, 2016)
- Clank! (Renegade Game Studios, 2016)
- DC Comics Deck-building Game (Cryptozoic, 2012)
- Dominion (Rio Grande Games, 2008)
- Dune: Імперіум (Dire Wolf Digital, 2020)
- Star Realms (White Wizard Games, 2014)

## Колодобудівні елементи у відеоіграх
Колодобудівні елементи можуть використовуватися як частина більших відеоігор, таких як Kingdom Hearts: Chain of Memories та Metal Gear Acid, які інтегрують системи бою на основі колод в уже існуючі серії ігор.
Новою версією настільних колодобудівних ігор є роуґ-лайк колодобудівні відеоігри. Зазвичай це однокористувацькі ігри, які поєднують колодобудування з процедурно генерованими сценаріями та нагородами, що є основою рогаликів. У цих іграх гравець створює свою колоду під час гри, зазвичай додаючи карти з випадкового набору як винагороду за виконання завдань. Хоча першим відомим прикладом такої гри була Dream Quest, жанр набрав популярність після виходу Slay the Spire у 2017 році.